# ديدان ألفية كروية
ديدان ألفية كروية (الاسم العلمي: Oniscomorpha)، رتبة عليا من دويبات تضم ثلاث فصائل اثنان منها حيّية وواحد منقرض من رتبة ألفية الأرجل.

## الوصف
تُعد هذه الديدان قصيرة بالنسبة للأخريات؛ إذ يتكون جسمها من 11 إلي 13 قطعة جسمية فقط.